# Ruger Bearcat
Ruger Bearcat é a designação de uma linha de revólveres de calibre .22 em ação simples fabricados pela Sturm, Ruger & Co., Inc. a partir de 1958. O Bearcat baseia-se nos revólveres clássicos de ação simples da Remington de meados do século XIX. Devido ao seu tamanho e quadro compactos, o Ruger Bearcat é anunciado como sendo ideal para atividades ao ar livre como caminhadas ou acampamentos quando o uso de "kit guns" é recomendado.

## Projeto
Em 1974, a Ruger patenteou um sistema de segurança de barras de transferência para seus revólveres de ação simples e descontinuou a produção do Bearcat, que não era prontamente adaptável ao novo design de barras de transferência.

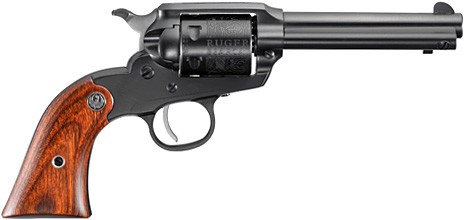
Um Ruger New Bearcat.

Em 1993, a Ruger trouxe de volta o Bearcat como o "New Bearcat", agora incorporando o sistema de barras de transferência. No início da década de 1980, Bill Ruger deu uma entrevista a um escritor da "Ruger Collector's Association" (RCA) e falou sobre o Bearcat. Segundo ele, o Bearcat foi o primeiro revólver para o qual os engenheiros da Ruger desenvolveram a barra de transferência e que poderiam ter feito o lançamento já em 1974, mas isso não foi feito: segundo Bill devido a um erro do departamento de marketing. Quando esse departamento enviou o catálogo de 1974 e os formulários de pedidos para os distribuidores, eles se esqueceram de incluir o Bearcat. Quando as encomendas voltaram sem pedidos para o Bearcat, eles assumiram que não havia demanda e cancelaram a produção.

## Variantes

### Bearcat 1ª edição
O Bearcat original apresentava uma mira do tipo "Patridge" (poste retangular na dianteira e entalhe quadrado na traseira). Foi feito com uma estrutura sólida de liga e talas de plástico lisas que foram posteriormente substituídas por plástico zigrinado. Também possui molas espirais e um cilindro "cheio" (sem entalhes entre as câmaras) e gravado com figuras.

### Bearcat 2ª edição
O Bearcat 2ª edição foi comercializado em 1971 como uma versão melhorada do Bearcat original, e renomeou para "Super Bearcat"; ele apresentava uma estrutura de aço em vez de de liga.

### Bearcat 3ª edição
O Bearcat 3ª edição, também conhecido como "New Bearcat", é o modelo reintroduzido pela Ruger, que saiu em 1993. Possui talas em madeira (jacarandá) lisas com um medalhão da Ruger embutido. O "New Bearcat" também incorporou o novo sistema de segurança de barra de transferência da Ruger. Foi oferecido com um cilindro adicional em .22 WMR, que sofreu um "recall" pela Ruger em abril de 1994 devido a uma preocupação de que o aço dos cilindros foi tratado incorretamente.

### Nos anos 2000
Em 2002, a Ruger começou a oferecer o Bearcat em aço inoxidável.
Em 2008, uma edição do 50º aniversário foi lançada com algumas partes douradas e gravuras especiais, com 2.539 unidades produzidas.
Em 2015, a Ruger introduziu uma variante do Bearcat com miras ajustáveis, abordando uma crítica de longa data em relação às limitações das miras fixas.